# Чатай, Лайош
Кавалер Лайош Чатай де Чатай (венг. Vitéz Lajos Csatay de Csataj), при рождении Лайош Тутценталлер (венг. Lajos Tutzentaller; 1 августа 1886 — 16 октября 1944) — венгерский генерал и политический деятель, министр обороны Венгрии в 1943—1944 годах.
Сражался на фронтах Первой мировой войны.
В 1919 году вступил в Венгерскую красную армию, участвовал в подавлении восстаний национальных меньшинств (словаков и румын). В 1919—1921 годах преподаватель Военной академии «Людовика» в Будапеште. С 1926 года командовал различными военными частями.
С 1943 года — командующий Третьей венгерской армией.
В июне 1943 года премьер-министр Миклош Каллаи назначил его министром обороны после того, как прежний министр Вильмош Надь утратил поддержку из-за своей почти открыто антигерманской позиции. Первоначально Чатай был сторонником военного союза с Германией. Позднее, однако, его мнение изменилось. Он сохранил свою должность после смещения прогерманского премьер-министра Дёме Стояи. Новый премьер-министр генерал Геза Лакатош предпринял усилия по выводу Венгрии из войны. После того, как регент Хорти был смещён в результате организованного гитлеровцами переворота, Чатай был схвачен гестапо и вместе с женой покончил жизнь самоубийством.